# محمد حمود (بازیکن فوتبال، زاده ۱۹۸۷)
محمد حمود (انگلیسی: Mohamad Hammoud؛ زادهٔ ۱ مهٔ ۱۹۸۷) بازیکن فوتبال اهل لبنان است.
از باشگاه‌هایی که در آن بازی کرده‌است می‌توان به باشگاه فوتبال الانصار لبنان اشاره کرد.
وی همچنین در تیم‌های ملی فوتبال زیر ۲۳ سال لبنان و لبنان بازی کرده‌است.